# 小瓢蟲·約翰遜

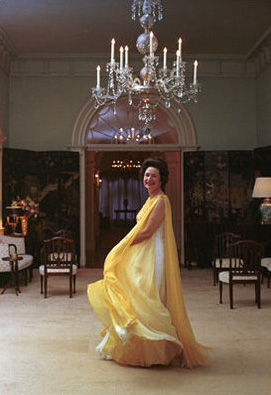
攝於1968年5月6日，白宮中央大廳（Center Hall），官方晚餐前

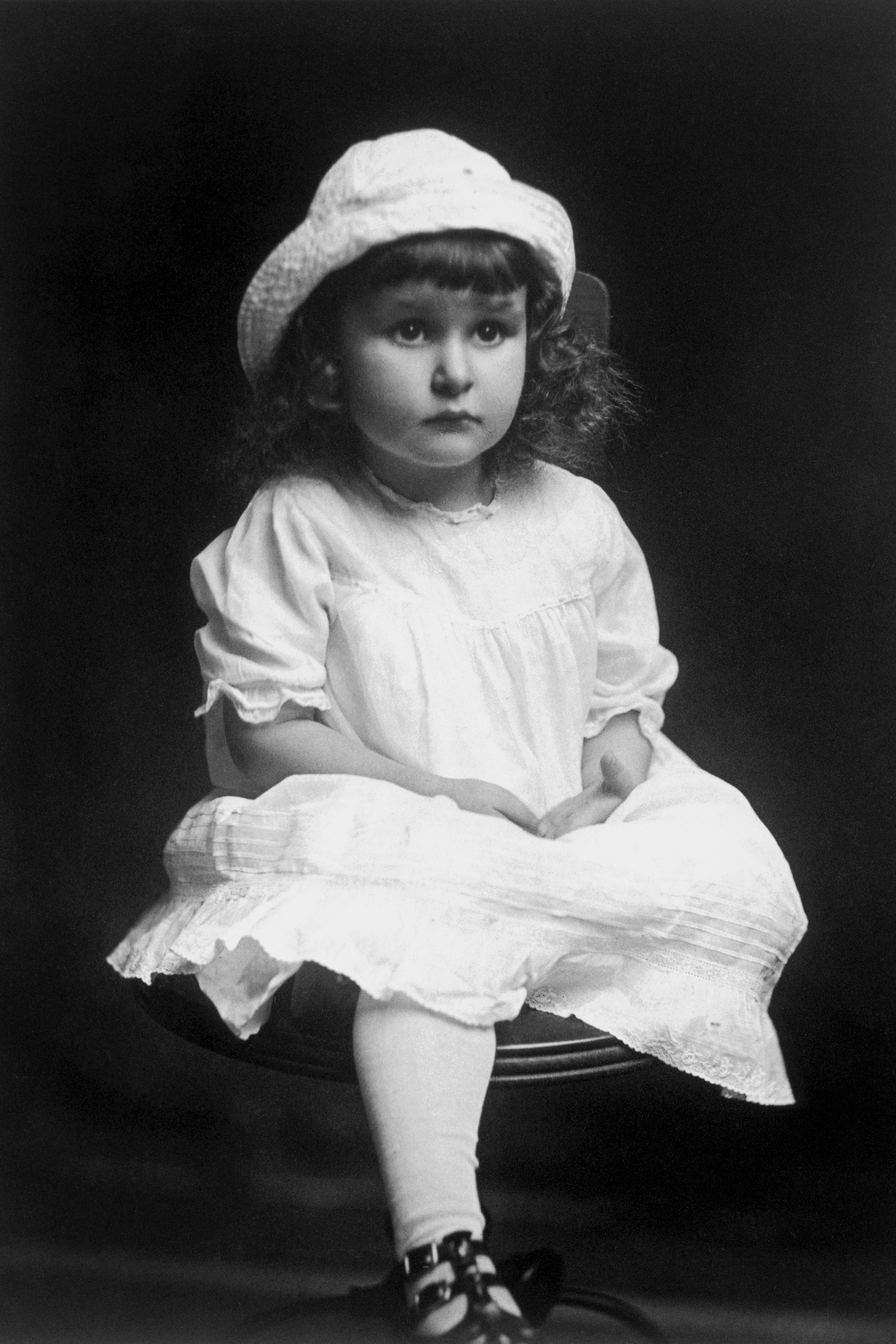
伯德·约翰逊夫人

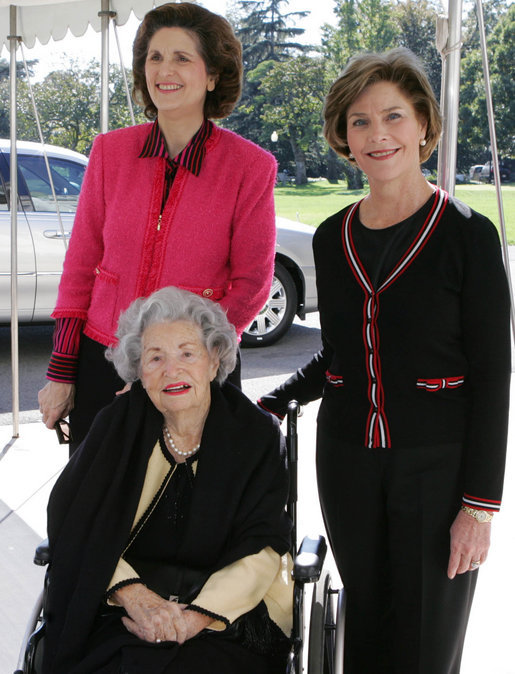
2005年時與女兒琳達和時任第一夫人
蘿拉·威爾士·布希的合照

克劳迪娅·阿尔塔·“小瓢蟲”·泰勒·约翰逊（英語：Claudia Alta "Lady Bird" Taylor Johnson，1912年12月22日—2007年7月11日），美国第36任总统林登·约翰逊的妻子，自甘迺迪總統被刺殺後，於1963年至1969年間為美国第一夫人，並在此之前於1961年至1963年間擔任美國第二夫人。
小瓢蟲透過提倡廣植花卉樹木和減少路邊大型廣告牌，以促進美化國內各公路和各城市容聞名。她是美國史上第三長壽的第一夫人，也是第一位於二十一世紀逝世的第一夫人。她的葬禮於2007年7月十五日舉行，隨後與早34年逝世的丈夫合葬於德州的一個墓地。